# 马尔卡

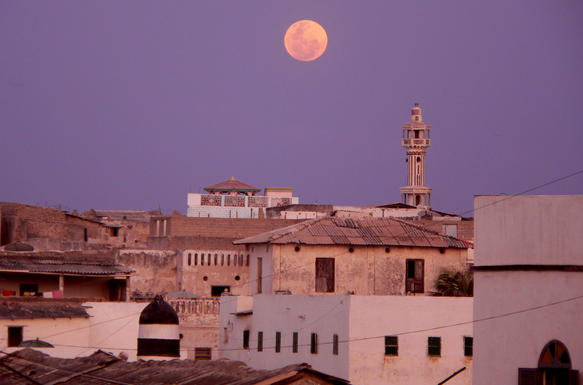
城市夜景

马尔卡（阿拉伯语：‎），或译为梅尔卡，坐落在索马里下谢贝利州南部的一个古老的港口城市，位于首都摩加迪沙西南109 km（68 mi）处。该市濒临印度洋，是下谢贝利州最重要的城镇。中国古籍中称之为“木鲁旰”，明代郑和船队曾抵达该地。

## 历史
为了抵抗意属索马里殖民当局，马尔卡比亚马尔苏丹国曾进行了长达二十年的比亚马尔起义。为纪念阵亡士兵建造的纪念塔依然矗立在马尔卡的很多地方。

## 人口
2000年时，马尔卡拥有约230,100人口。

## 交通
马尔卡拥有一个码头级的海港——马尔卡港。
距离该市最近的机场是下谢贝利州的K50机场。